# Variador de velocitat
El variador de velocitat és un dispositiu per controlar la velocitat giratòria de maquinària, especialment de motors. També és conegut per les seves sigles en anglès VSD (Variable Speed Drive) i com a Accionament de Velocitat Variable (en anglès ASD: Adjustable Speed Drive).
Els motors elèctrics generalment operen a velocitat constant o quasi constant amb valors que depenen de l'alimentació i de les característiques pròpies dels motors i que no són fàcils de canviar. Els Variadors de velocitat faciliten la regulació de la velocitat dels motors.
Els Variadors de velocitat es fan servir en una àmplia gamma d'aplicacions industrials: ventiladors, equips d'aire condicionat, equips de bombament, bandes i transportadors industrials, elevadors, torns i fresadores, etc.

## Motius d'aplicació
El control de processos i l'estalvi d'energia són les dues principals raons per a l'ús dels Variadors de velocitat.
En el control de processos apreciem els avantatges següents:
- Operació més suau
- Control de l'accelaració
- Diferent velocitat d'operació per a cada fase del procés
- Compensació de variables de procés que canvien
- Operació lenta amb finalitat d'ajustatge o de prova
- Ajustament de la taxa de producció
- Permetre el posicionament d'alta precisió
- Control del parell de torsió o de la tensió mecànica

Per a estalvi d'energia:
- Un equip accionat per un variador consumeix menys energia que un accionat a velocitat constant.
- Els ventiladors i les bombes són les aplicacions que permeten estalviar més energia. Per exemple, quan un ventilador és impulsat per un motor que opera a velocitat fixa, pot produir més flux d'aire del que caldria. Es podria regular mitjançant una vàlvula de control, però és més eficient regular el flux controlant la velocitat del motor que restringint-lo per mitjà d'una vàlvula.